# Euclides Pinto Martins
Euclides Pinto Martins (Camocim, 15 de abril de 1892 — Rio de Janeiro, 12 de abril de 1924) foi um aviador brasileiro.

## Biografia
Nasceu na casa que abriga a Biblioteca Municipal. Ainda jovem e em fins de 1922 foi escolhido como parte da tripulação do avião Sampaio Corrêa, um Curtiss H-16, fretado pelo jornal "The New York World", que patrocinava a tentativa de uma viagem aérea pioneira entre as Américas do Norte e do Sul. Foi maçom tendo sido iniciado na Loja Deus e Amor de Recife.
A viagem começou em Nova Iorque, em novembro de 1922, e terminou no Rio de Janeiro, em fevereiro de 1923, após terem sido cobertos os 5678 quilômetros do percurso com cem horas de voo a cada instante interrompidos pelos mais variados problemas, e primeiro pouso em águas brasileiras ocorreu no dia 17 de novembro de 1922, quando Martins e seus colegas americanos aterrissaram na foz do rio Cunani.
O episódio foi posteriormente narrado pelo próprio Pinto Martins a um repórter do Jornal "O Estado do Pará":
| “ | Quando levantamos vôo de Caiena encontramos forte temporal pela proa. Rompemos o mau tempo com dificuldade, mas tivemos de procurar abrigo. Tomei a direção do aparelho (ele era co-piloto) e depois de reconhecer o rio Cunani aí descemos às 3:30 horas. O tempo, lá fora, era impetuoso e ameaçador. Não nos foi possível prosseguir e passamos a noite matando mosquitos e com bastante fome, pois não contávamos interromper a rota… | ” |

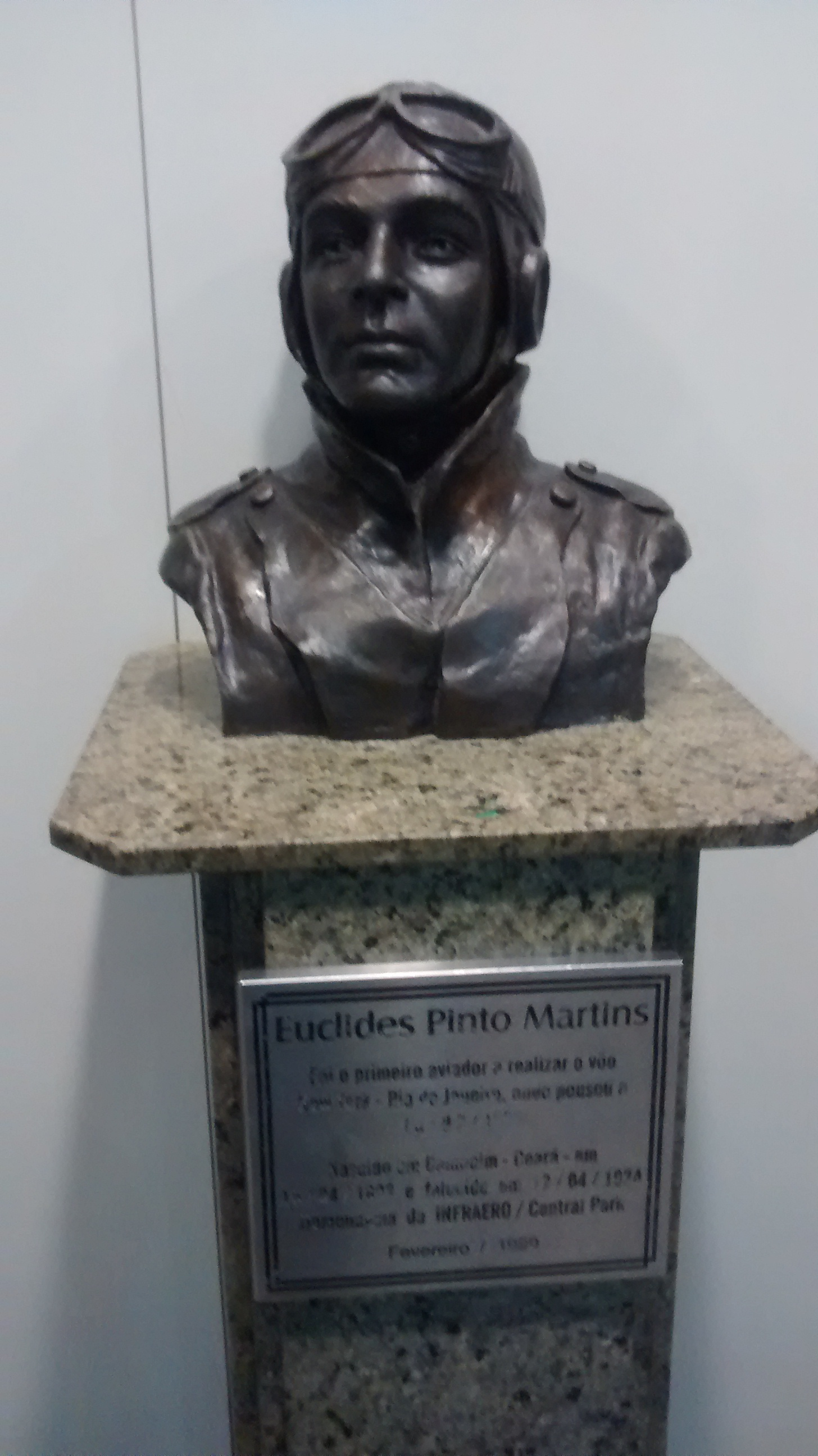
Busto do piloto no Aeroporto Internacional de Fortaleza

Essa e outras aventuras tornaram a viagem Nova Iorque - Rio de Janeiro uma terrível aventura de obstáculos, só superados pela coragem dos tripulantes. Martins foi recebido pelo presidente Artur Bernardes e recebeu um prêmio de 200 contos de réis. Viajou à Europa, voltou ao Rio e iniciou negociações para explorar petróleo. Foi quando ocorreu sua morte brutal, no dia 12 de abril de 1924. Até hoje o episódio não está bem explicado, mas Monteiro Lobato, em seu livro "Escândalo do Petróleo e do Ferro", sustenta que Martins foi vítima dos poderosos lobbies interessados em atrasar o desenvolvimento brasileiro.
A verdade talvez nunca venha a ser conhecida. Depois de discutir com seu companheiro de viagem Walter Hinton ele sacou de uma arma e suicidou-se à vista da amante.
Em 1952, atendendo as aspirações dos seus conterrâneos, o Presidente Café Filho sancionou Lei no Congresso oficializando o nome de Pinto Martins para o aeroporto da capital cearense. Justiça, mas ainda pequena, para o homem dinâmico que, na década de 1920, soube antever a importância econômica da ligação aérea regular entre os Estados Unidos e o Brasil. E que teve coragem de investir na exploração de petróleo, no Brasil, quando isso era por todos apontado como uma loucura. Sobre a relação de Pinto Martins com a exploração do petróleo, há algumas informações adicionais no livro de Monteiro Lobato "O Escândalo do Ferro e do Petróleo", que o coloca como um dos mártires dos estudos de prospecção de petróleo no Brasil. A viagem Nova Iorque - Rio de Janeiro também era considerada loucura, mas ele a concluiu.
A população de Camocim, sua terra natal, considera-o um herói por seu ato de coragem e pioneirismo.

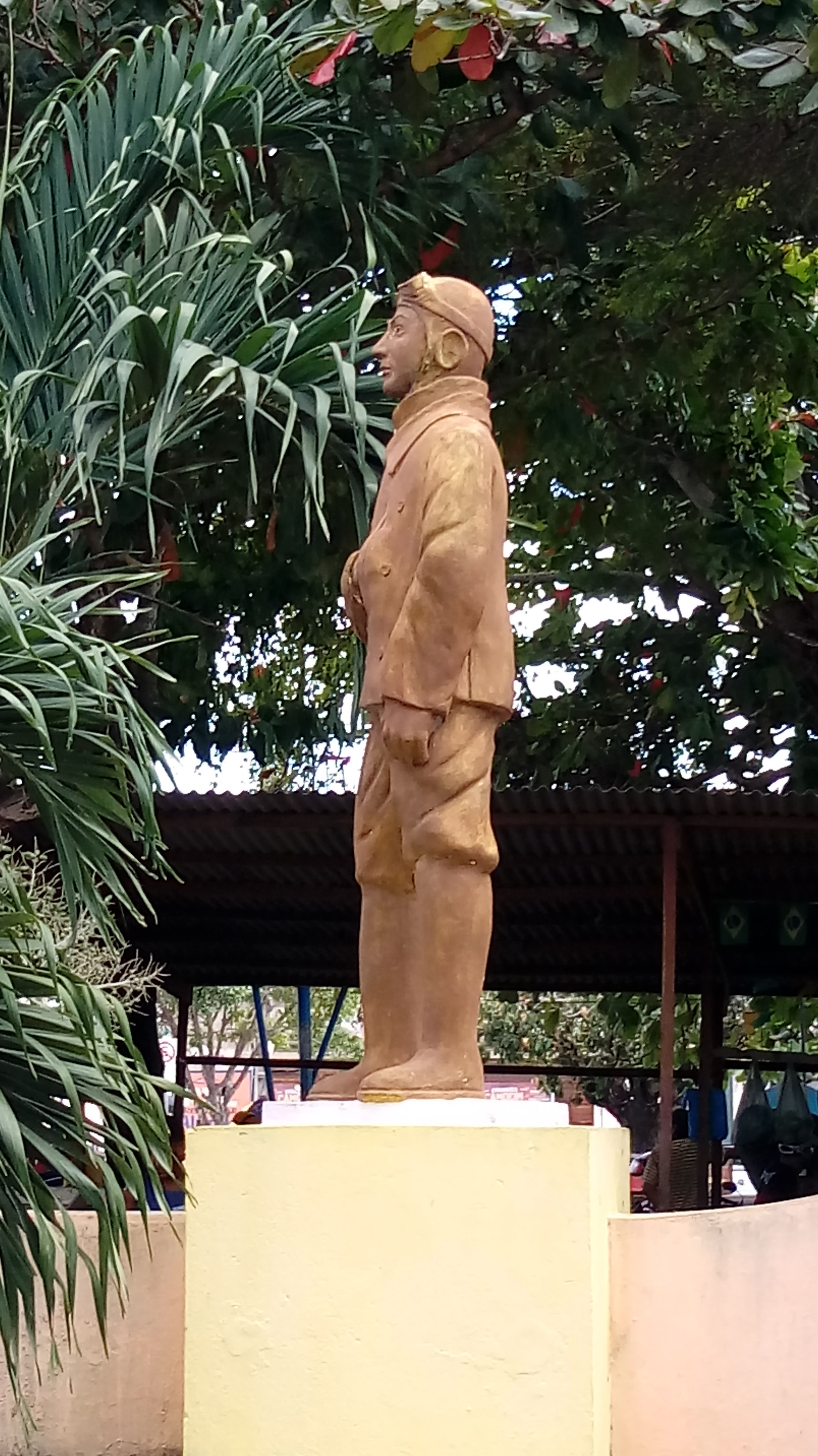
Monumento em homenagem ao aviador cearense Pinto Martins na Praça Pinto Martins em Camocim - CE (sua cidade natal),

## Homenagens
- O Aeroporto Internacional Pinto Martins, em Fortaleza, leva seu nome.[17]
- O Aeroporto Pinto Martins, em Camocim, cidade natal, leva seu nome.
- O 5º Grupo Escoteiro do Ar Pinto Martins, em Fortaleza, criado em 10/10/1966, homenageia esse intrépido aviador.